# Andrzej Krasicki
Andrzej Krasicki (ur. 31 października 1918 w Tarnowie, zm. 15 stycznia 1996 w Warszawie) – polski aktor filmowy i teatralny, dyrektor teatrów.

## Życiorys
Syn Kazimierza. W 1937 zdał maturę w Gimnazjum im. Stanisława Staszica w Warszawie. Dyrektor administracyjny teatrów warszawskich: Miejskiego Teatru Dramatycznego (1945–1948), Powszechnego (1949–1951), Młodej Warszawy (1952–1953 i 1955–1957), Polskiego (1953–1955 i 1957–1981), Narodowego – zastępca dyrektora (1983–1990).
W 1979 otrzymał Dyplom Ministerstwa Kultury ZSRR.
Zmarł w Warszawie, pochowany na cmentarzu Wojskowym na Powązkach (kwatera AII-13-18).

## Filmografia

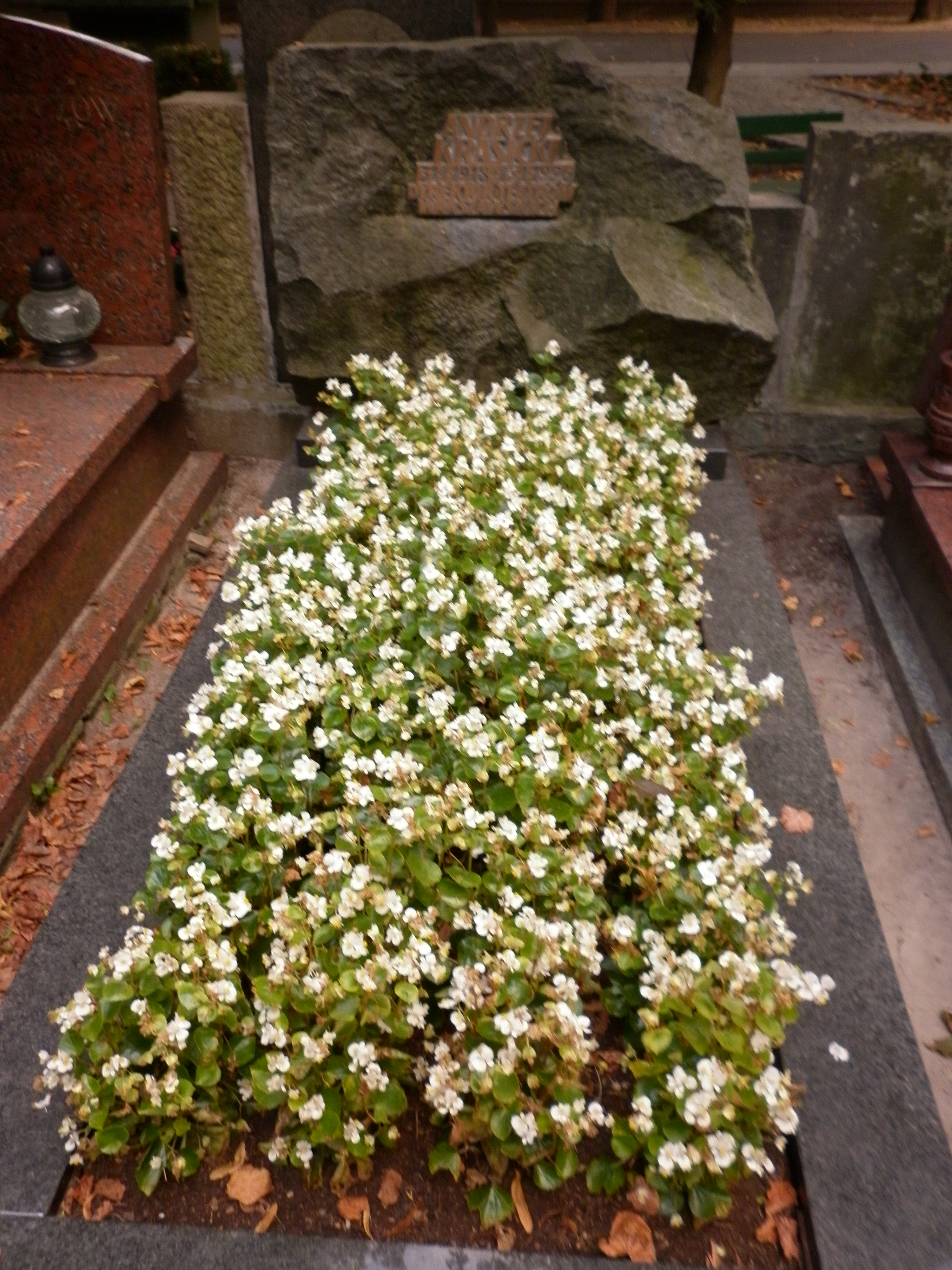
Grób Andrzeja Krasickiego

- Grób Andrzeja KrasickiegoKapelusz pana Anatola (1957) – kolega z pracy - gość na przyjęciu
- Pan Anatol szuka miliona (1958) – sprzedawca w sklepie sportowym
- Inspekcja pana Anatola (1959) – sprzedawca w komisie
- Krzyżacy (1960) – Hughens
- Powrót (1960) – recepcjonista hotelowy
- Rok pierwszy (1960) – kierowca oficera UB
- Zezowate szczęście (1960) – Witold Kropaczyński, mąż śledzony przez Piszczyka
- Czas przeszły (1961) – prokurator na procesie Webera
- Kwiecień (1961) – kapelan
- Drugi brzeg (1962) – więzień kryminalny
- Jadą goście jadą... (1962) – pasażer statku „Batory”
- Mężczyźni na wyspie (1962) – główny inżynier
- Między brzegami (1962) – letnik
- Rodzina Milcarków (1962) – powstaniec
- Pasażerka (1963) – delegat komisji międzynarodowej
- Barbara i Jan (serial telewizyjny) (1964) – dentysta Stanisław Szubiakiewicz, właściciel nielegalnego kasyna (odc. 7 Willa na przedmieściu)
- Panienka z okienka (1964) – admirał Seton
- Podziemny front (serial telewizyjny) (1965) – niemiecki kolejarz (odc. 5)
- Powrót doktora von Kniprode (1965) – niemiecki generał (odc. 2)
- Morderca zostawia ślad (1967) – porucznik Adamski
- Westerplatte (1967) – pułkownik Karl Henke, przyjmujący kapitulację
- Hasło Korn (1968) – oficer kontrwywiadu
- Hrabina Cosel (1968) – sekretarz Furstenberga
- Hrabina Cosel (serial telewizyjny) (1968) – sekretarz Furstenberga
- Stawka większa niż życie (serial telewizyjny) (1968) – Sturmbannführer Knoch (odc. 16. Akcja „Liść dębu”)
- Czterej pancerni i pies (serial telewizyjny) (1969) – generał SS (odc. 13. Zakład o śmierć)
- Jak rozpętałem drugą wojnę światową (1969) – kapitan francuskiego statku (cz. 2. Za bronią)
- Znicz olimpijski (1969) – porucznik żandarmerii
- Tylko umarły odpowie (1969) jako oficer pionu bezpieczeństwa
- Kolumbowie (serial telewizyjny) (1970) – oficer gestapo aresztujący radiotelegrafistów (odc. 3. A jeśli będzie wiosna...)
- Przygody psa Cywila (serial telewizyjny) (1970) – profesor–myśliwy (odc. 3. Pościg)
- Raj na ziemi (1970) – członek Werwolfu
- Prawdzie w oczy (1970) – inspektor
- Nie lubię poniedziałku (1971) – członek jury konkursu w „Zachęcie”
- Chłopi (serial telewizyjny) (1972) – zarządca we dworze
- Kopernik (1972) – zarządca lochów w Ferrarze
- Kopernik (serial telewizyjny) (1972) – zarządca lochów w Ferrarze (odc. 1)
- Poszukiwany, poszukiwana (1972) – dyrektor muzeum
- Droga (serial telewizyjny) (1973) – członek komisji egzaminującej kandydatów do „Mazowsza” (odc. 3. Ostatnich gryzą psy)
- Janosik (serial telewizyjny) (1973) – miecznik ze Zbyszyc
- Nie ma mocnych (1974) – ksiądz spowiadający Pawlaka
- Potop (1974) – Bergman
- 40-latek (1974–1977) – brydżysta w klubie przyzakładowym (odc. 5), uczestnik odprawy w dyrekcji zjednoczenia (odc. 13)
- Kazimierz Wielki (1975) – kanclerz krakowski
- Noce i dnie (1975) – Hipolit Niechcic, kuzyn Bogumiła
- Dyrektorzy (1975) – inspektor Fedecki
- 07 zgłoś się (serial telewizyjny) (1976) – właściciel warsztatu samochodowego (odc. 4. 300 tysięcy w nowych banknotach)
- Polskie drogi (serial telewizyjny) (1976) – młynarz Heimann, ojciec Johana
- Daleko od szosy (serial telewizyjny) (1976) – recepcjonista w warszawskim hotelu
- Lalka (serial telewizyjny) (1977) – hrabia, sekundant barona Krzeszowskiego
- Sprawa Gorgonowej (1977) – sędzia Ostrega
- Śmierć prezydenta (1977) – Antoni Kamieński, minister spraw wewnętrznych
- Hallo Szpicbródka, czyli ostatni występ króla kasiarzy (1978) – Garwacki, komisarz policji
- Zielona miłość (1978) – przewodniczący zebrania (odc. 3)
- Ślad na ziemi (1978) – Kaliski, dyrektor naczelny
- Życie na gorąco (serial telewizyjny) (1978) – inżynier Kwiatkowski, kierownik polskiej budowy w Tupanace (odc. 6. Tupanaca)
- Sekret Enigmy (1979) – pułkownik Otto Brandt
- Dom (serial telewizyjny) (1980–2000) – profesor Curyło, znajomy doktora Lawiny
- Kariera Nikodema Dyzmy (serial telewizyjny) (1980) – minister skarbu
- Polonia Restituta (1980) – książę Herman Hatzfeld rozmawiający z Józefem Piłsudskim w Berlinie
- Zamach stanu (1980) – adwokat Ujazdowski, obrońca w procesie brzeskim
- Najdłuższa wojna nowoczesnej Europy (serial telewizyjny) (1981) – aptekarz Kolski
- Znachor (1981) – sędzia
- Blisko, coraz bliżej (serial telewizyjny) (1982) – niemiecki proboszcz (odc. 3 i 4)
- Bluszcz (1982) – uczestnik sympozjum
- Polonia Restituta (serial telewizyjny) (1982) – książę Herman Hatzfeld rozmawiający z Józefem Piłsudskim w Berlinie (odc. 4)
- Popielec (serial telewizyjny) (1982) – Dobrowolski
- Wielki Szu (1982) – barman
- Katastrofa w Gibraltarze (1983) – Franklin Delano Roosevelt, prezydent USA
- Pan na Żuławach (serial telewizyjny) (1984) – poseł Bosacki (odc. 1)
- Chrześniak (1985) – ksiądz
- Przyłbice i kaptury (serial telewizyjny) (1985) – o. Bartłomiej, przeor klasztoru w Koronowie
- A żyć trzeba dalej (1986)
- Ballada o Januszku (serial telewizyjny) (1987) – ordynator
- Rzeczpospolitej dni pierwsze (1988) – Ignacy Daszyński
- Pogranicze w ogniu (serial telewizyjny) (1988–1991) – generał Balicki
- Gorzka miłość (1989) – książę
- Gorzka miłość (serial telewizyjny) (1989) – książę (odc. 1 i 2)
- Siwa legenda (1991) – Drucki

## Ordery i odznaczenia
- Krzyż Komandorski z Gwiazdą Orderu Odrodzenia Polski
- Order Sztandaru Pracy II klasy (1986)
- Krzyż Komandorski Orderu Odrodzenia Polski (1976)
- Krzyż Oficerski Orderu Odrodzenia Polski (1969)
- Krzyż Kawalerski Orderu Odrodzenia Polski (11 lipca 1955)[5]
- Złoty Krzyż Zasługi (22 lipca 1953)[6]
- Srebrny Krzyż Zasługi (1952)
- Medal 40-lecia Polski Ludowej (1984)
- Medal 30-lecia Polski Ludowej (1974)
- Medal 10-lecia Polski Ludowej (19 stycznia 1955)[7]
- Brązowy Medal „Za Zasługi dla Obronności Kraju” (1975)
- Medal Towarzystwa Przyjaźni Polsko Radzieckiej (1971)
- Odznaka honorowa „Za Zasługi dla Warszawy” (1962)
- Odznaka "Zasłużony dla Teatru Polskiego" (1976)[8]
- Złota Odznaka Związków Zawodowych
- Dyplom Ministerstwa Kultury ZSRR (1979)[9]